# Chris Welty
Christopher A. Welty (...) è un informatico statunitense che lavora presso Google Research con sede a New York.
È conosciuto principalmente per il suo lavoro nell'ambito delle ontologie, del Web semantico e per la partecipazione alla realizzazione del sistema Watson di IBM. Dal 1999 al 2000 ha collaborato con Nicola Guarino per la realizzazione di OntoClean;  è stato co-presidente del gruppo di lavoro del W3C Rule Interchange Format dal 2005 al 2009.

## Formazione
Dopo la laurea al Rensselaer Polytechnic Institute, (RPI) ha lavorato per la Free Software Foundation sulla versione 16-18 di GNU Emacs e alla formazione di NYSERNet durante l'emergere di Internet. Questa sinergia di interessi lo rese uno dei primi personaggi pubblici dell'IA, poiché moderò il "NL-KR Digest" e il corrispondente newsgroup comp.ai.nlang-know-rep (ora defunto), che all'epoca era il più ampio veicolo per diffusione di annunci e discussione moderata nelle comunità di rappresentazione del linguaggio naturale e della conoscenza. In seguito è diventato caporedattore della rivista AI Magazine, pubblicato da ACM. Questa rivista è stata pubblicata in sostituzione del Bollettino SIGART dal 1999 al 2001.
Welty ha iniziato a dare i suoi primi contributi scientifici all'inizio degli anni novanta, quando emerse come una figura di spicco nella comunità dell'ingegneria del software automatizzata: un suo articolo del 1995 risultò essere come uno dei migliori articoli di quell'anno del settore.
La sua tesi di dottorato si è concentrata sull'estensione del lavoro di Prem Devanbu presso AT&T su Lassie con un'ontologia meglio sviluppata. Dopo il dottorato, si trasferì al Vassar College, dove la sua ricerca si spostò dall'ingegneria del software all'ontologia. Nel 1998 pubblicò un lavoro pionieristico sull'analisi dei soggetti nei sistemi informativi delle biblioteche, sfatando il mito diffuso all'epoca che le tassonomie dei soggetti siano ontologie.

## Attività di ricerca e sviluppo
Nel periodo 1999-2000, durante un anno sabbatico al Vassar College speso a Padova, in Italia, ha collaborato con Nicola Guarino per sviluppare OntoClean, un importante contributo nell'ambito dell'intelligenza artificiale, in particolare nel settore delle ontologie. Secondo Thompson-ISI, il lavoro su OntoClean è stato il più citato dei documenti accademici sull'ontologia. OntoClean è stata la prima metodologia formale per l'ingegneria ontologica, applicando principi scientifici a un campo in cui, originariamente, la realizzazione modellistica era originariamente considerata una abilità del progettista ontologico.
Dopo essersi trasferito in IBM Research è entrato formalmente nel gruppo di lavoro W3C Web Ontology Language, come co-editore della OWL Guide.
Dal 2004 al 2005 Welty ha guidato gli sforzi di Ontology Engineering e Patterns nel WG Semantic Web Best Practices, aiutando a modificare diverse note importanti sull'utilizzo di OWL, nonché la prima ontologia W3C per parte-tutto relazioni e tempo.
Dal 2005 al 2009 è stato co-presidente del gruppo di lavoro Rule Interchange Format (RIF).
Welty è stato uno degli sviluppatori di Watson, il computer IBM che ha sconfitto i migliori giocatori del game show americano Jeopardy!. Nello specifico, viene identificato come un membro del "Core Algorithms Team" e ha affermato di essere uno dei 12 membri originali del team Watson. È apparso più volte nelle trasmissioni televisive dello spettacolo, commentando gli aspetti scientifici della sfida e del risultato, ed è stato intervistato in numerose occasioni (sia scientifiche che di divulgazione). Ha ospitato la "festa di osservazione" all'EMPAC di RPI in tutte e tre le sere in cui lo spettacolo è stato trasmesso (14-16 febbraio). Ha tenuto il keynote talk su Watson in occasione del lancio in Trentino dell'iniziativa Semantic Valley.
Welty ha iniziato a collaborare con Lora Aroyo nel 2013 su Crowd Truth, il tema simile a quello del crowdfunding della costruzione di strumenti informatici in grado di far emergere, dal basso, "contenuti veri e fruibili dalla società".